# Tupãzinho (futebolista, 1968)
Pedro Francisco Garcia, mais conhecido como Tupãzinho (Uchoa, 7 de julho de 1968), é um ex-futebolista e treinador de futebol brasileiro, que jogou na posição de meia-atacante.
O atleta é bastante lembrado por ser um reserva-artilheiro. Quase sempre iniciava seus jogos pelo Corinthians no banco de suplentes e, ao entrar, muitas vezes, deixava sua marca. Eram gols anotados no final das partidas, o que lhe rendeu fama e fez dele um ídolo no clube, apelidado de "Talismã da Fiel".

## Carreira

### Jogador
Começou a carreira no Tupã Futebol Clube, clube da cidade onde passou a infância e adolescência e que deu a ele o apelido que o tornou famoso, e no São Bento de Sorocaba, de onde foi contratado, junto com o zagueiro Guinei, para defender o Corinthians.
Tupãzinho chegou ao Timão no início de 90, emprestado do São Bento de Sorocaba para a disputa do Campeonato Paulista. O atacante atuou em 24 dos 25 jogos do time naquele ano. Tupãzinho foi contratado pelo Corinthians junto com o zagueiro Guinei.
No dia 6 de maio de 1990, marcou seu primeiro gol com a camisa do clube na vitória contra o Novorizontino por 1x0, no Estádio do Pacaembu.
Tornou-se conhecido nacionalmente ao marcar o gol do título do primeiro Campeonato Brasileiro conquistado pelo Corinthians, em 16 de dezembro de 1990, contra o São Paulo Futebol Clube em pleno estádio do Morumbi. No ano seguinte, foi titular no título da Supercopa do Brasil.
Em 1994, foi campeão da Copa Bandeirantes. Em 1995, da Copa do Brasil e Campeonato Paulista.
Diante do Santos na Vila Belmiro, em 11 de fevereiro de 1996, Tupã deu o passe para Marcelinho Carioca marcar um de seus mais belos gols na carreira, o que depois lhe rendeu uma placa, oferecida por Pelé.
Sua última partida no Parque São Jorge foi um amistoso contra o Operário, no Estádio Pedro Pedrossian. Em sua passagem pelo Corinthians, foram 341 partidas e 52 gols marcados.
Em 1996, depois de seis anos em São Paulo, saiu do Corinthians e teve uma passagem rápida pelo Fluminense. Chegou nas Laranjeiras para a disputa do Brasileirão e estreou com a camisa tricolor em jogos oficiais no dia 8 de agosto, em partida contra o Bragantino. Duas semanas depois, no dia 24, marcaria seu primeiro gol com a camisa do clube, numa derrota por 4 a 1 para o Criciúma fora de casa. Em seu último jogo pelo clube, já na última rodada contra o Vitória, marcou um dos gols na vitória por 3 a 1 do tricolor. Deixou o clube depois de apenas 14 jogos e dois gols marcados.
No ano seguinte, foi para o América Mineiro e rapidamente tornou-se ídolo da fanática torcida. Sagrou-se, também em 1997, campeão brasileiro da Série B pelo time, sendo artilheiro da competição com 13 gols. Acabou permanecendo no clube em 1998 e apesar de jogar bem, não conseguiu evitar o rebaixamento da equipe para a Série B de 1999.
Jogou, também, por XV de Piracicaba, Matonense, Caldense (onde reencontrou o já veterano atacante Fabinho, que havia participado do gol marcado por Tupãzinho que deu o título do Campeonato Brasileiro de 1990 ao Corinthians), Jaboticabal, União Rondonópolis, CENE e Paranavaí.
Encerrou a carreira em 2004, após defender o Real de Itumbiara no Campeonato Goiano.

### Treinador
Em 2013, comandou o Tupã FC na ascensão para a Série A-3 do Campeonato Paulista.
Comandara o Grêmio Prudente em 2015, onde permaneceu durante 10 rodadas.
Em 2017, comandou o Grêmio Maringá na disputa da Série Prata do Campeonato Paranaense.
Comandou o Marília durante a Copa São Paulo de Futebol Júnior de 2020, onde o MAC acabou caindo na primeira fase.
Em 2019, comandou o Tupã FC pela segunda vez.

## Títulos
Corinthians
- Campeonato Brasileiro: 1990
- Supercopa do Brasil: 1991
- Copa Bandeirantes: 1994
- Copa do Brasil: 1995
- Campeonato Paulista: 1995[12]
- Taça da Solidariedade: 1994
- Troféu Cidade de São Paulo: 1994

América-MG
- Campeonato Brasileiro Série B: 1997

## Campanhas de destaque
Corinthians
- Copa Conmebol: 3º lugar - 1994
- Campeonato Brasileiro: 2º lugar - 1994
- Campeonato Paulista: 2º lugar - 1993

## Artilharias
Corinthians
- Copa Conmebol: 5 gols - 1994

América-MG
- Campeonato Brasileiro Série B: 13 gols - 1997

## Política
Nas eleições municipais de 2012, Tupãzinho elegeu-se vereador de Tupã pelo PSB.
Em 2016, concorreu à reeleição pelo mesmo partido, mas não conseguiu, obtendo apenas 357 votos.